# Almroth Wright
Sir Almroth Edward Wright, FRS KBE, CB (1861 – 1947) va ser un bacteriòleg i un immunòleg britànic.
Va desenvolupar un sistema d'inoculació contra la febre tifoide i aviat s'adonà que es podia crear resistència als antibiòtics, essent un ferm partidari de la medicina preventiva. La seva família era d'ascendència anglo-irlandesa i de Suècia.
Wright va treballar amb les forces armades britàniques en campanyes d'immunització.
Wright també es va oposar al sufragi femení basant-se en el fet que segons va exposar en el seu llibre, The Unexpurgated Case Against Woman Suffrage (1913), en el fet que el cervell de les dones no sestaria adaptat al comportament polític. Project Gutenberg. També s'oposava a que les dones es desenvolupessin professionalment.

## Bernard Shaw
Wright va ser un amic de George Bernard Shaw, que el va immortalitzar en l'obra teatral com Sir Colenso Ridgeon The Doctor's Dilemma (1906).

## Premis
- 1908 Fothergillian Gold Medal de la Medical Society of London[7]
- 1915 Leconte Prize de l'Académie des Sciences[7]
- 1917 Buchanan Medal de la Royal Society of London
- 1920 Gold Medal de la Royal Society of Medicine[7]

## Obres
- The Unexpurgated Case against Woman Suffrage (1913)
- Pathology and Treatment of War Wounds (1942)
- Researches in Clinical Physiology (1943)
- Studies on Immunization (2 vol., 1943–44)